# Francisco María Carrafa

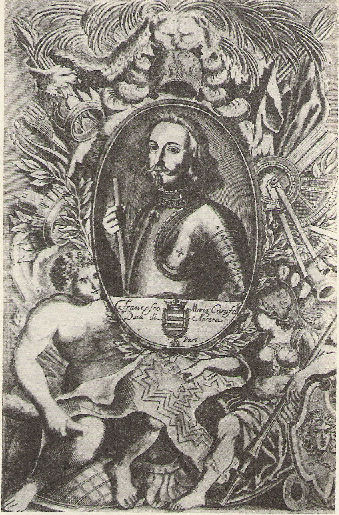
Francesco María Carafa, duque de Nocera.

Francisco María Carrafa (o Carafa) Castrioto y Gonzaga, duque de Nochera (o Nocera), muerto en la cárcel de la Torre de Pinto el 12 de julio de 1642, fue virrey de Aragón y Navarra, y Capitán General de los Reinos de Aragón y Navarra. 

## Biografía
De noble familia napolitana, siguió la carrera militar en la caballería de los tercios españoles, participando en 1611 en acciones bélicas en Túnez al lado del Duque de Osuna. 
En 1625 participa en el sitio de Breda, cuya rendición inmortalizaría Velázquez, y estuvo al mando de la caballería napolitana en Lombardía, donde cinco años más tarde sería nombrado maestre de campo de la región del Piamonte y Monferrato.
En 1634 su aportación en la batalla de Nördlingen contra los suecos es decisiva para la victoria de las armas españolas. Más tarde, acude a Flandes con el cardenal infante don Fernando y después es llamado por Felipe IV como capitán general de Guipúzcoa como parte de un plan (que no tuvo éxito) para penetrar en Francia. Esta acción le valió un proceso del que salió indemne en 1638.
En 1639 es nombrado virrey de Aragón y grande de España. En esta época le acompaña su confesor y amigo Baltasar Gracián, en una serie de consultas vinculadas con la grave situación por la que atravesaba Cataluña.
Por esos años, Gracián da a luz El Político, basado en la figura de Fernando el Católico y dedicado precisamente a Nochera. Así reza la portada de la edición princeps de El político (1640): 

Al Excmo. señor don  Francisco María, Carafa, Castrioto, y Gonzaga, Duque de Nochera (...) Capitán General en los Reynos de Aragon , y Navarra.

En 1640 es nombrado virrey de Navarra, y al estallar el conflicto con Cataluña, Nochera pide al rey que obre con prudencia para evitar que los catalanes se entreguen a Francia. Gracián es su consejero y confidente y ambos ven el problema catalán con equidistancia entre las medidas represoras de la Corona y las reivindicaciones catalanas. Pero su mediación no fue acogida y, debido a su oposición a la política seguida por el Conde Duque de Olivares en la guerra dels segadors es encarcelado en la Torre de Pinto, donde murió tras un largo proceso judicial el 12 de julio de 1642. Fue enterrado en el Colegio Imperial de la Compañía de Jesús.